# Anton Winkler
Anton Winkler (23 de febrero de 1954-8 de octubre de 2016) fue un deportista alemán que compitió para la RFA en luge en las modalidades individual y doble.
Participó en dos Juegos Olímpicos de Invierno en los años 1976 y 1980, obteniendo una medalla de bronce en Lake Placid 1980 en la prueba individual. Ganó tres medallas en el Campeonato Mundial de Luge entre los años 1977 y 1979, y una medalla en el Campeonato Europeo de Luge de 1977.

## Palmarés internacional
| Juegos Olímpicos   | Juegos Olímpicos             | Juegos Olímpicos  | Juegos Olímpicos |
| Año                | Lugar                        | Medalla           | Prueba           |
| ------------------ | ---------------------------- | ----------------- | ---------------- |
| 1980               | Lake Placid (Estados Unidos) | Medalla de bronce | Individual       |
| Campeonato Mundial |                              |                   |                  |
| Año                | Lugar                        | Medalla           | Prueba           |
| 1977               | Igls (Austria)               | Medalla de bronce | Individual       |
| 1978               | Imst (Austria)               | Medalla de plata  | Individual       |
| 1979               | Königssee (RFA)              | Medalla de bronce | Doble            |
| Campeonato Europeo |                              |                   |                  |
| Año                | Lugar                        | Medalla           | Prueba           |
| 1977               | Königssee (RFA)              | Medalla de oro    | Individual       |